# Café Habsburg v Ostravě
Café Habsburg v Ostravě je polyfunkční dům převážně v secesních formách, postavený firmou Mihatsch a Ulrich pro ostravské podnikatele Jana Chmela a Františka Chmela. Hrubá stavba byla dokončena v roce 1901 a 25. března 1902 byla slavnostně v patře domu otevřena kavárna, která dala budově jméno. Kromě kavárny byla stavba určena rovněž pro prodejny a byty. Od roku 1918 byl název kavárny změněn na Praha. Kavárna funguje (již pod jiným názvem) v patře domu i nyní.
Ve 20. století se proměnila urbanistická situace domu na nároží ulic Zámecká a Poštovní. Původně se stavba obracela do Masarykova náměstí jen zaobleným nárožím, dříve akcentovaným vížkou. V roce 1968 byl zbořen blok budov v jihozápadní frontě náměstí, a tak se plně otevřel pohled z náměstí na jihovýchodní průčelí Café Habsburg.
Objekt, jenž je kulturní památkou, se nachází při ulici Zámecká 41/2 v Městské památkové zóně Moravská Ostrava.